# Peter Humphry Greenwood
Pour les articles homonymes, voir Greenwood.
Peter Humphry Greenwood est un ichtyologiste britannique, né à Redruth le 21 avril 1927 et mort à Londres le 3 mars 1995.
Il était un spécialiste des Cichlidae africains.

## Taxons nommés en son honneur
- Greenwoodochromis Poll, 1983

## Quelques taxons décrits
- Albuliformes Greenwood, Rosen, Weitzman & Myers, 1966
- Hepsetidae Greenwood, Rosen, Weitzman & Myers, 1966
- Allochromis welcommei (Greenwood, 1966)
- Allochromis Greenwood, 1980
- Anomalochromis Greenwood, 1985
- Chetia gracilis (Greenwood, 1984)
- Gaurochromis Greenwood, 1980
- Haplochromis acidens (en) Greenwood, 1967
- Haplochromis aelocephalus Greenwood, 1959
- Limbochromis Greenwood, 1987
- Orthochromis Greenwood, 1954
- Paralabidochromis victoriae Greenwood, 1956
- Paralabidochromis Greenwood, 1956
- Parananochromis Greenwood, 1987
- Pharyngochromis Greenwood, 1979
- Thoracochromis Greenwood, 1979

## Biographie
- Skelton, 1995 : Peter Humphry Greenwood, 1927-1995, a personal tribute. Journal of Fish Biology, vol. 47, n. 5, p. 749-752.
- Teugels, 1995 : Peter Humphry Greenwood, 1927-1995. Revue française d’aquariologie herpétologie, vol. 22, n. 1/2, p. 1.
- Patterson, 1997 : Peter Humphry Greenwood. 21 April 1927—3 March 1995. Biographical Memoirs of Fellows of the Royal Society, vol. 43, p. 195-213.